# Sebastián Pozas Perea
Sebastián Pozas Perea   (Saragossa, 1876 - Ciutat de Mèxic, 1946) va ser un militar espanyol que va lluitar en la Guerra Civil espanyola al servei de la República. Va ser un dels participants de la defensa de Madrid en els seus inicis i va estar a càrrec de la Guàrdia Civil.

### Formació militar
Nascut en una família de tradició monàrquica i conservadora, als setze anys va ingressar en l'Acadèmia Militar de Saragossa. Pertanyent a l'arma de cavalleria, va participar en la guerra del Marroc, on va tenir una destacada actuació, aconseguint ascensos per mèrits de guerra i sent condecorat amb una Medalla Militar Individual. Va ascendir al grau de general el 1926 durant la Dictadura de Primo de Rivera.

### II República Espanyola
Nomenat per Manuel Portela Valladares (ministre de la Governació) inspector general de la Guàrdia Civil tenia en el seu poder el comandament de més de 35.000 professionals. En la nit del diumenge 16 de febrer de 1936, després d'anunciar-se la victòria del Front Popular a les eleccions, el general Franco, cap de l'Estat Major de l'exèrcit, es comunica telefònicament amb Pozas. Franco adverteix al general dels possibles desordres que es puguin produir als carrers després de la victòria del Front Popular. Aquest el tranquil·litza; l'objectivo de Franco era clar: sondejar al general perquè, una vegada arribat el moment, aquesta estigués al costat de l'exèrcit per anul·lar els resultats electorals.

### Guerra Civil
Amb la revolta del 18 de juliol de 1936 que donaria lloc a la guerra civil, Pozas es va situar en defensa de la legalitat constitucional i va aconseguir que un gran nombre d'unitats del cos de la Guàrdia Civil es mantinguessin lleials a la República, exhortant a les forces a les seves ordres al fet que complissin «amb absoluta lleialtat el precepte reglamentari de romandre fidels al seu haver de per l'honor de la Institució».
El 19 de juliol és nomenat Ministre de Governació al govern de José Giral, i procedeix llavors a la distribució d'armament entre els civils. Durant el seu mandat, va canviar el nom de la Guàrdia Civil, que va passar a dir-se Guàrdia Nacional Republicana (decret del 29 d'agost). El 6 de setembre és substituït en el Ministeri de Governació per Ángel Galarza Gago.

#### Front del Centre
El 5 d'octubre es fa càrrec de la 1a Divisió Orgànica i és nomenat president de la Junta de Defensa de Madrid. El 23 d'octubre deixa el comandament de la 1a Divisió al general Miaja i pren la del Teatre d'Operacions del Centre. Organitza l'atac de Seseña (3 i 4 de novembre). El 6 de novembre, amb la sortida del Govern de Madrid, Pozas lliura el comandament de la defensa de la capital i de la Junta de Defensa a Miaja. A partir del 31 de desembre de 1936 passa a dirigir l'Exèrcit del Centre (antic Teatre d'Operacions del Centre), organitzant la defensa al voltant de Madrid. Des de la prefectura de l'Exèrcit del Centre va prendre part en la batalla del Jarama, on ell i Miaja van tenir serioses diferències quant a la direcció de les operacions. El 27 de febrer de 1937 va ser substituït per malaltia pel General Miaja.

#### Aragó i l'Exèrcit de l'Est
En produir-se els fets de Maig a Barcelona, el Govern republicà li nomena el 6 de maig de 1937 cap de la 4a Divisió Orgànica (Catalunya) en substitució del general José Aranguren Roldán per a restaurar l'ordre públic i cap de l'Exèrcit de Catalunya per recuperar el control militar de la zona. Una de les seves primeres mesures va ser anominar l'Exèrcit de Catalunya com Exèrcit de l'Est (el mateix 6 de maig) amb el qual passava a dependre directament del Govern d'Espanya i no de la Generalitat de Catalunya. Per aquestes dates estava ja afiliat al Partit Comunista d'Espanya i fou llavors quan es va encarregar de la liquidació del sistema anarquista implantat a Aragó des de juliol de 1936 i dissol el Consell Regional de Defensa d'Aragó. Planeja l'atac sobre Osca (segona meitat de juny del 37), que va resultar un fracàs, i més tard va participar en l'Ofensiva de Saragossa, que va acabar sent un altre fracàs excepte per la conquesta de Belchite. El Ministre de Defensa Nacional Indalecio Prieto va enviar un telegrama dirigit al general Sebastián Pozas en el qual li deia:
| «                  | «Tantes forces per prendre quatre o cinc pobles no satisfan al ni Ministeri de Defensa ni a ningú». | » |
| — Indalecio Prieto | |   |

No obstant això, quan es produeix la gran ofensiva franquista a Aragó en març de 1938 el seu exèrcit és completament desbordat i en unes setmanes queda pràcticament destruït. Incapaç de fer front al devessall de les tropes franquistes, és destituït el dia 30 i substituït pel Tinent coronel Perea. El tremend fracàs de Pozas durant la Campanya d'Aragó, que va mostrar la poca preparació de l'Exèrcit de l'Est, va fer que Negrin el retirés dels comandaments militars de primer ordre.

### El final de la guerra i camí de l'Exili
Cap al final de la guerra va ser nomenat Comandant militar de Girona i més tard Comandant militar de Figueres, llocs militars totalment secundaris. Al caure Catalunya es va exiliar primer a França, marxant després a Mèxic, on moriria el 1946.